# Terremoto de Sabah de 2015
El terremoto de Sabah de 2015 (en malayo: Gempa Bumi Sabah 2015) afecto la zona de Ranau, Sabah, Malasia con una magnitud de momento de 6,0 el 5 de junio, que se prolongó durante 30 segundos. El terremoto ha sido el más fuerte en Malasia desde 1976.